# Чипкарство у Хрватској
Чипкарство у Хрватској је жива културна традиција која се данас одржава у бар три региона. Реч је о три различите традиције чипкарства у Хрватској, усредсређене на градове Паг на Јадрану, Лепоглаву у северној Хрватској и Хвар на истоименом далматинском острву. Традиционално хрватско чипкарство уврштено је 2009. године на Унескову листу нематеријалног културног наслеђа света.

## Историја и традиција
Развитак чипкарства у Хрватској имао је нешто другачији след него у осталом делу Европе. Иако почетком везано уз свештенство и племићки сталеж, чипкарство код нас традицијском предајом и материјалним остацима долази као део етнографске баштине, везано уз сеоску популацију. Налазимо га као део традицијског текстилног рукотворства у оквиру аутархичне сеоске производње, а намењено је било првенствено украшавању женске традицијске одеће и платненог пособља.
На таквим традицијама у појединим регионима се, односно локалитетима, у оквиру црквених или друштвених институција оснивају курсеви, школе и / или радионице у којима израда чипке често поприма облик обртничке производње и служи у комерцијалне сврхе.

### Чипка на иглу - Паг
На платненим деловима фолклорне одеће сусреће се украс изведен бодом шиване чипке у облику првобитне ретичеле (ретичела = мрежица). Настаје у квадратном простору урезаном у платну и рађен је без нацртаних шаблона. Почетком 20. века, интензитет израде ношње опада, но оснивањем чипкарске школе вештина шивања чипке користи се за израду украсних предмета намењених самосталних грађанском друштву. Они садрже мотиве преузете са фолклорног текстила, који до краја остају у строгој почетној, ренесансној геометризацији облика.
Пашка чипка са шиљастим иглама првобитно се користила за израду црквене одеће, столњака и украса за одећу. Процес укључује украшавање узорка паукове мреже геометријским мотивима, а данас га преносе старије жене које нуде једногодишње курсеве.

### Чипка од агаве - Хвар
Чипку од агаве у Хрватској израђују једино редовнице у бенедиктинском самостану у граду Хвар у на истоименом острву. Вештина пореклом са Канарских острва (Тенерифе), у Хвару је присутна од половине 19. века. Чипка се израђује од нити које се посебним поступком добијају из средине свежих листова агаве. Након обраде нити су беле боје, прилично танке одређене чврстоће и дужине. По техници рада разликује се чипка звану Тенерифа, затим Тенерифа са мрешкањем и мрешкање на оквиру.
Сунчана чипка - мотиви, Бродско Посавље
Сунчана чипка-мотиви је на подручје Славоније стигла 20.их година 20.века са Тенерифа путем модног часописа. Од тада се њоме украшавају модне хаљине и традиционална одећа. Израђује се на дрвеним "рамама" различитих облика и величина, памучним белим концем. То је шивена чипка или чипка на иглу. Чипка се израђује на подручју Бродског Посавља, а најинтензивније у селу Сикиревци. Сунчана чипка се израђује на подручју Бродског Посавља.
Чипку од алоје у Хрватској производе само бенедиктинке из града Хвара. Танке, беле нити добијају се од језгра свежих листова алоје и плету у мрежу или други образац на картонској подлози. Добијени комади симбол су Хвара. Сеоске жене су одавно створиле сваку сорту чипке као извор додатног прихода и оставиле трајни траг у култури свог региона. Обрт производи важну компоненту традиционалне одеће и сам је доказ о живој културној традицији.

### Чипка на калем - Лепоглава
Вероватно су павлински свештеници у Лепоглаву донели вештину израде чипке на калем. Прихваћена је међу сеоским становништвом првенствено за израду рубног украса беле платнене ношње. Временом, израда чипке организована у оквиру школа, курсева и радионица, постаје сталан извор додатне зараде сеоских чипкарица. Тада чипка добија и нову намену - израђују се таблетићи, модни детаљи, чипка у метражи, а њена је употреба везана искључиво уз грађански друштвени слој.
Лепоглава чипка чипка израђује се плетењем нити намотане на вретена, или шпулице; често се користи за израду чипкастих трака за народне ношње или се продаје на сеоским вашарима. Међународни фестивал чипке у Лепоглави сваке године слави уметност.

## Спољашњи извори
- http://www.min-kulture.hr/default.aspx?id=2582 (preuzeto 16. септембар 2010.)
- http://www.min-kulture.hr/default.aspx?id=5228 (preuzeto 16. септембар 2010.)